# 에티오피아 축구 연맹
에티오피아 축구 연맹(암하라어: የኢትዮጵያ እግር ኳስ ፌዴሬሽን, 영어: Ethiopian Football Federation, EFF)은 에티오피아의 축구를 관장하는 단체로, 국가 축구 리그와 에티오피아 축구 국가대표팀의 모든 계층을 조직하고 있으며, CAF의 창립 멤버 중 하나였다.

## 역사
에티오피아 축구 연맹은 1943년에 설립되었고 1952년에 FIFA에 가입하였고 1957년에 이집트, 수단, 남아프리카 공화국과 함께 에티오피아 축구 연맹이 CAF를 설립하였다.
2013년 10월, 연맹은 사힐루 게브루올드의 후임으로 주니디 바샤를 새 회장으로 선출했다. 바샤는 다른 세 명의 후보를 제치고 연맹 총회에서 과반수 득표(101표 중 55표)를 받았다. 디레 다와의 동부 지역을 대표하는 주니디 바샤는 축구 연맹 회장이 되기 전까지 사업가였다.
2018년 6월 EFF는 에사야스 지라를 회장으로 선출했다. 오로미아주의 후보로 지지를 받은 46세의 지라는 에티오피아 세메라에서 개최된 총회에서 145표 중 87표를 획득했다. 2021년 4월, 연맹은 영국의 스포츠 의류 제조업체 엄브로와 재계약을 체결하여 계약을 4년 더 연장했다고 발표했다.

## 아프리카 네이션스컵
에티오피아는 1957년 수단이 주최한 첫 번째 아프리카 네이션스컵에 참가했으나 이집트에게 결승전에서 4-0으로 패했다. 1959년 대회에서 그들은 수단과 나중에 우승한 이집트에 이어 3위를 차지했다. 에티오피아는 1962년 아프리카 네이션스컵에서 이집트를 4-2로 이기고 우승했다.
2013년 아프리카 네이션스컵 예선에서 에티오피아는 베냉과 수단을 홈 및 원정 경기에서 모두 이겨 토너먼트에 진출할 수 있었다. 에티오피아가 아프리카 네이션스컵에 진출한 것은 31년 만에 처음이며, 이는 한때 자랑스러웠던 축구 국가로서는 엄청난 성과이다.

## 같이 보기
- 에티오피아 프리미어리그
- 에티오피아 축구 국가대표팀